# Тувси
Тувси́ (чув. Туҫи) — деревня в Цивильском районе Чувашской Республики. Административный центр Тувсинского сельского поселения.

## География
Находится в северной части Чувашии на расстоянии приблизительно 3 км на север по прямой от районного центра города Цивильск на левобережье реки Цивиль.

## История
С 1719 года были известны две деревни Первые и Вторые Тувси. Число дворов и жителей: Первые Тувси: в 1719 — 60 дворов, 246 мужчин; 1781-82 — 176 мужчин; 1897—600 жителей, 1926—149 дворов, 728 жителей; Вторые Тувси: в 1719 — 14 дворов, 63 мужчин; 1781-82 — 52 мужчин; 1897—239 жителей, 1926 — 65 дворов, 319 жителей. Для единой деревни Тувси: в 1939—1148 жителей, в 1979—596 жителей. В 2002 году — 256 дворов, 2010—225 домохозяйств. В период коллективизации был организован колхоз «Цивильстрой», в 2010 работал СХПК «Память И. Н. Ульянова».

## Население
Постоянное население составляло 593 человека (чуваши 99 %) в 2002 году, 598 в 2010.